# 哈利·艾德菲德
哈利·艾德菲德（英語：Henry "Harry" Elderfield，1943年4月25日—2016年4月19日）是一位英国地球化学家和海洋学家，剑桥大学教授，2001年当选皇家学会会士。